# Réserve naturelle régionale du plateau des landes
La réserve naturelle régionale du plateau des landes (RNR210) est une réserve naturelle régionale située dans les Hauts-de-France. Classée en 2009, elle occupe une surface de 181 hectares et correspond à la fusion de 4 réserves naturelles volontaires créées en compensation de la création d'une voie routière.

## Localisation

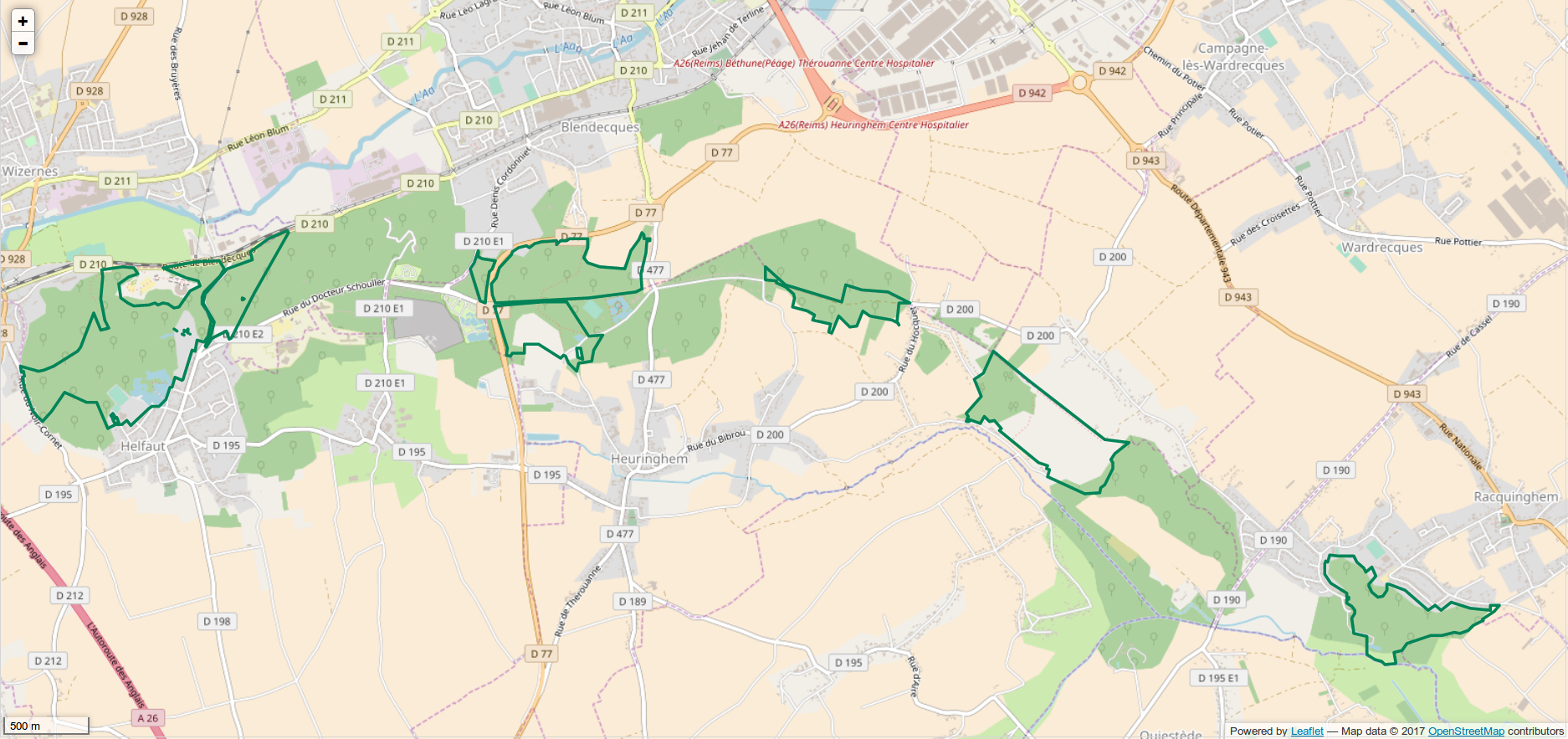
Périmètre de la réserve naturelle.

Le territoire de la réserve naturelle est situé dans le département du Pas-de-Calais, sur le territoire des communes de Blendecques, Helfaut, Heuringhem et Racquinghem au sud de Saint-Omer. Il a la forme d'un croissant de 10 km de long sur 1 à 2 km de large et se compose de 5 secteurs. L'altitude moyenne est d'environ 70 m.

## Histoire du site et de la réserve
La réserve naturelle a été créée dans le cadre de mesures compensatoire liées à la création de la VNVA (Voie nouvelle de la vallée de l’Aa). Elle se compose de 5 secteurs et regroupe plusieurs anciennes réserves naturelles volontaires : 
- la réserve naturelle des Landes de Blendecques,
- la réserve naturelle des Landes d'Heuringhem,
- la réserve naturelle des Landes d'Helfaut et
- la réserve naturelle des Landes de Racquinghem.

## Administration, plan de gestion, règlement
La réserve naturelle est gérée par le Syndicat Mixte EDEN 62.

### Outils et statut juridique
La réserve naturelle a été créée par une délibération du Conseil régional du 9 novembre 2009.